# ریموند وانگ
ریموند وانگ (چینی سنتی: 黃英華) یک آهنگساز و موسیقی‌دان اهل هنگ کنگ است.
او یک‌مرتبه برندهٔ جایزه فیلم هنگ کنگ و ۲ مرتبهٔ دیگر، نامزد دریافت آن بوده‌است.
از فیلم‌ها یا مجموعه‌های تلویزیونی که وی در آن‌ها نقش داشته‌است می‌توان به سفر به غرب: چیرگی بر ارواح خبیث، جنب‌وجوش کونگ فو، پری دریایی، مظنون سی‌جی۷، سلطان کمدی و فوتبال شائولین اشاره نمود.